# Josep Maria d'Alòs i de Mora
Josep Maria d'Alòs i de Mora   (Palma, 2 de novembre de 1765 - Madrid, 17 de juny de 1844), III marquès d'Alòs, va ser un noble, militar i polític mallorquí.

## Biografia
Era fill del militar i noble català Josep d'Alòs i Bru i de Violant de Mora i Areny. Als set anys ingressa com a cadet en el regiment de Dragons d'Almansa i als onze padsa a l'illa de Malta com a cavaller de justícia de l'Orde de Malta. De 1779 a 1782 serveix a Gibraltar. En 1787 és promogut a alferes de Dragons d'Almansa. Va participar en la Guerra Gran, i fou fet presoner de guerra per l'exèrcit francès. En 1802 ascendirà a capità de guàrdia i rebrà les claus com gentilhome de cambra del rei de les Dues Sicílies. De 1804 a 1806 va estar estacionat a San Roque (Cadis) i de 1806 a 1808 a Madrid. En les albors de la ocupació francesa es posarà de part de Ferran VII i serà nomenat comandant del quart batalló de guardes per la junta de Badajoz. La seva activa participació en aquesta contesa li valdran ascendir ràpidament a brigadier i major general d'infanteria. Durant la contesa va passar a Sevilla i després a Cadis. De 1810 a 1813 exerceix com a governador de la plaça de Ceuta i de tots els presidis d'Àfrica. Seguidament va ser governador de Cadis, de La Corunya i de Sevilla. Amb la restitució al tron de Ferran VII serà ascendit a tinent general i nomenat comandant general de Gibraltar. En 1819 és nomenat ministre interí de Guerra i Marina i en 1822 capità general de Mallorca, càrrec que ja havia exercit el seu avi patern Antoni d'Alós i de Rius. En 1828, a causa d'un conflicte deu renunciar a aquest càrrec i en 1830 serà nomenat conseller del Suprem de la Guerra i després sotsdirector de la junta superior del Montepío Militar i de la cavalleria del regne.
Va rebre nombrosos títols, condecoracions i dignitats. Va ser cavaller de l'Orde de Sant Jaume, cavaller de justícia de l'Orde de Malta, cavaller gran creu de l'Orde de Sant Hermenegild, i va ser condecorat amb la Creu Llorejada de Sant Ferran de Tercera Classe i la creu de la Batalla de Talavera. Va ser benemèrit de la Real Maestranza de Caballería de Sevilla, soci de la Reial Acadèmia de les Bones Lletres de Barcelona i Gentilhome de cambra de Sa Majestat Siciliana (1802).
Es va casar amb María Luisa de Haro y Haro. Va tenir alguns fills, entre ells Antonio de Alós y López de Haro, I marquès d'Haro i vescomte de Bellver.